# Dave Batton
David Robert "Dave" Batton (nacido el 26 de marzo de 1956 en Baltimore, Maryland) es un exjugador de baloncesto estadounidense que jugó dos temporadas en la NBA, además de hacerlo en la liga italiana. Con 2,08 metros de estatura, jugaba en la posición de pívot.

## Trayectoria deportiva

### Universidad
Jugó durante cuatro temporadas con los Fighting Irish de la Universidad de Notre Dame, en las que promedió 10,6 puntos, 5,8 rebotes y 1,9 asistencias por partido. En su última temporada, en la que fue el máximo anotador de un equipo que contaba con gente como Kelly Tripucka o Bill Laimbeer, alcanzaron la Final Four en la que cayeron en semifinales ante Duke.

### Profesional
Fue elegido en la sexagésimo segunda posición del Draft de la NBA de 1978 por New Jersey Nets, pero no llegó a formar parte de la plantilla, marchándose a jugar a la liga italiana, fichando por el  Gabetti Cantù, equipo con el que consiguió el título de la Recopa de Europa. Promedió 19,9 puntos y 9,1 rebotes por partido.
Tras un año en blanco, en 1980 ficha por el Antonini Siena, donde jugaría una temporada, en la que promedió 19,2 puntos y 9,8 rebotes. En 1982 consigue por fin jugar en la NBA, fichando como agente libre por Washington Bullets, donde actuaría durante una temporada como suplente de Jeff Ruland, promediando 3,3 puntos y 2,2 rebotes por partido.
Al año siguiente fue traspasado a San Antonio Spurs, pero solo llegó a jugar 4 partidos, en los que promedió 2,5 puntos y 1,0 rebotes.

## Estadísticas de su carrera en la NBA

### Temporada regular
| Temporada | Edad | Equipo             | Liga | P  | TIT | MIN  | TC  | TCA | %TC  | 3P  | 3PA | %3P  | TL  | TLA | %TL  | R.OF. | R.DEF. | REB | ASIS | ROB | TAP | PER | FP  | PTS |
| 1982-83   | 26   | Washington Bullets | NBA  | 54 | 5   | 10.3 | 1.6 | 3.5 | .445 | 0.0 | 0.1 | .000 | 0.1 | 0.3 | .471 | 0.8   | 1.4    | 2.2 | 0.5  | 0.3 | 0.2 | 0.5 | 1.0 | 3.3 |
| 1983-84   | 27   | San Antonio Spurs  | NBA  | 4  | 0   | 7.8  | 1.3 | 2.5 | .500 | 0.0 | 0.0 |      | 0.0 | 0.0 |      | 0.3   | 0.8    | 1.0 | 0.8  | 0.0 | 0.8 | 1.0 | 1.3 | 2.5 |
| Total     |      |                    | NBA  | 58 | 5   | 10.2 | 1.6 | 3.5 | .448 | 0.0 | 0.1 | .000 | 0.1 | 0.3 | .471 | 0.8   | 1.3    | 2.1 | 0.6  | 0.3 | 0.3 | 0.6 | 1.1 | 3.2 |